# Phoeniciloricus implidigitatus
Phoeniciloricus implidigitatus is een soort in de taxonomische indeling van de corsetdiertjes. 
De diersoort behoort tot het geslacht Phoeniciloricus en behoort tot de familie Nanaloricidae. De wetenschappelijke naam van de soort werd voor het eerst geldig gepubliceerd in 2004 door Gad.